# 我的美國舅舅
《我的美國舅舅》（法語：Mon oncle d'Amérique）是1980年由法國導演亞倫·雷奈執導的電影
。本片獲選為第33屆坎城影展正式競賽片，並獲得評審團特別大獎。本片雖是劇情片，但有些許紀錄片的片段，和法國老電影的鏡頭。

## 劇情
尚是一位棄教為官的新聞部長，與女演員珍妮陷入熱戀；珍妮當年不顧父母反對，離家追求演員夢；黑內年輕時不服父親管教，到紡織廠工作，而今卻得面對新晉員工的挑戰。珍妮與尚分手後則跟黑內有工作上的接觸，間接導致黑內的輕生（未遂）。法國神經生物學家/哲學家亨利·拉柏利（Henri Laborit）亦在片中闡述了他對於消費、逃避、掙扎和壓抑的觀點，再以三個主角舉例說明。美國舅舅只是劇中人對話中提到的人物（具有象徵意義），並未真正出現。

## 演員
- 傑哈·德巴狄厄：René Ragueneau
- 妮可·賈西亞：Janine Garnier
- 侯傑·皮耶（法语：Roger Pierre）：Jean Le Gall

## 獎項
| 獎項               | 獎項               | 受獎者           | 階段／結果 |
| ------------------ | ------------------ | ---------------- | ---------- |
| 第33屆坎城影展     | 金棕櫚獎           | 亞倫·雷奈        | 提名       |
| 第33屆坎城影展     | 評審團特別大獎     | 亞倫·雷奈        | 獲獎       |
| 第33屆坎城影展     | 費比西國際影評人獎 | 亞倫·雷奈        | 獲獎       |
| 第6屆凱薩電影獎    | 最佳影片           | 《我的美國舅舅》 | 提名       |
| 第6屆凱薩電影獎    | 最佳導演           | 亞倫·雷奈        | 提名       |
| 第6屆凱薩電影獎    | 最佳女主角         | 妮可·賈西亞      | 提名       |
| 第6屆凱薩電影獎    | 最佳劇本           | 尚·谷義庸        | 提名       |
| 第6屆凱薩電影獎    | 最佳攝影           | Sacha Vierny     | 提名       |
| 第6屆凱薩電影獎    | 最佳製作設計       | Jacques Saulnier | 提名       |
| 第53屆奧斯卡金像獎 | 最佳原著劇本       | 尚·谷義庸        | 提名       |
| 國家影評人協會獎   | 最佳劇本           | 尚·谷義庸        | 第3位      |
| 紐約影評人協會獎   | 最佳影片           | 《我的美國舅舅》 | 第5位      |
| 紐約影評人協會獎   | 最佳外語片         | 《我的美國舅舅》 | 獲獎       |
| 紐約影評人協會獎   | 最佳劇本           | 尚·谷義庸        | 第2位      |

## 外部連結
- 互联网电影数据库（IMDb）上《我的美國舅舅》的资料（英文）
- 爛番茄上《我的美國舅舅》的資料（英文）